# Gabriela Rocha
Gabriela Rocha Correa Moreira (São Paulo, 13 de março de 1994), é uma cantora e compositora brasileira de música cristã contemporânea. Gravou com artistas internacionais como Elevation Worship, CeCe Winans e Michael W. Smith. Seu canal no YouTube tem mais de 3 bilhões de visualizações.

## Biografia
Gabriela Rocha Correa nasceu em São Paulo em 13 de março de 1994, filha de Teresa Helena e de José Augusto. Gabriela tem uma irmã chamada Carolina Rocha. Com apenas 5 anos, Gabriela Rocha iniciou a carreira musical na igreja que frequentava. Foi lá que participou do primeiro concurso de sua vida, um festival de talentos. A apresentação agradou muito aos pais, que contrataram um professor particular de canto para a filha. O pai da cantora trabalhava de bicicleta, com o objetivo de fazer sobrar recurso para as aulas de canto de Rocha. O aprendizado durou quase uma década até a vitória na disputa do programa de Raul Gil em 2007, quando o trabalho deslanchou e ela passou a ser frequentemente acompanhada em compromissos pela mãe. A sua participação no quadro Jovens Talentos foi influenciada pela avó, que profetizou as aparições no concurso de calouros desde que a neta começou a cantar.

## Carreira

### 2006-14: Início
Começou a se tornar conhecida através do concurso Jovens Talentos no Programa Raul Gil, do apresentador Raul Gil, onde ingressou em março de 2006 e o venceu em maio de 2007. Após sair vencedora do concurso, ela participaria do extinto quadro Homenagem ao Artista entre os anos de 2007 e 2010, no mesmo programa. Sua imersão definitiva no gênero gospel ocorreu neste quadro a partir do ano de 2008, quando realizou apresentações marcantes, homenageando as cantoras Aline Barros, Fernanda Brum e Ana Paula Valadão, na presença de ambas. Em novembro do mesmo ano, sob o selo Luar Music, na época de propriedade de Raul Gil Jr. (filho de Raul Gil), lançou seu primeiro álbum em parceria com o também cantor gospel Elias dos Santos (também ex-Jovens Talentos), intitulado Irmãos na Fé.
O primeiro grande sucesso de sua carreira viria no ano de 2010 em uma apresentação no Programa Raul Gil, ao cantar "Aleluia" (versão da própria para "Hallelujah", de Leonard Cohen), cujo vídeo na época, alcançou rapidamente milhares de visualizações no YouTube. No ano seguinte, participaria da gravação do CD e DVD ao vivo do cantor Thalles Roberto, onde ambos realizaram um dueto na música "Nada Além de Ti", que fez sucesso em todo o Brasil e ocupou o primeiro lugar nas rádios do segmento, consagrando definitivamente a jovem cantora no cenário gospel.
Em 28 de julho de 2012, assinou contrato com a Sony Music Gospel e lançou seu álbum solo de estréia, Jesus com produção de Thalles Roberto e Fábio Aposan. Seu segundo trabalho, lançado em dezembro de 2014, foi produzido por Daniela Araújo e Jorginho Araújo, e teve como título Pra Onde Iremos?.

### 2015-19: Consolidação e projeção nacional
No ano de 2015, realizou outra grande parceria com o grupo Preto no Branco na música "Ninguém Explica Deus", onde juntos realizaram um dueto ao vivo. Devido ao grande sucesso, figurou como a música religiosa mais executada no ano de 2016. Em 2016, lançou seu primeiro disco ao vivo, Até Transbordar, produzido por Hananiel Eduardo. A obra foi distribuída em CD e DVD e recebeu as participações dos cantores Leonardo Gonçalves e Fernandinho.
Em 2017, após 5 anos na Sony Music Brasil, Gabriela assinou com a Onimusic. Em fevereiro de 2018, liberou o EP de músicas inéditas Céu, que foi produzido por Hananiel Eduardo. Entre essas músicas está o sucesso "Lugar Secreto", que viralizou nas plataformas digitais, alcançando mais de 200 milhões de visualizações no YouTube em menos de um ano. Após esse resultado, a carreira da cantora se fortaleceu no mercado, tornando-se uma das cantoras evangélicas mais conhecidas da atualidade. Ela é a cantora do segmento com o maior canal do Youtube no mundo e é a artista gospel mais ouvida na principal plataforma digital, o Spotify.

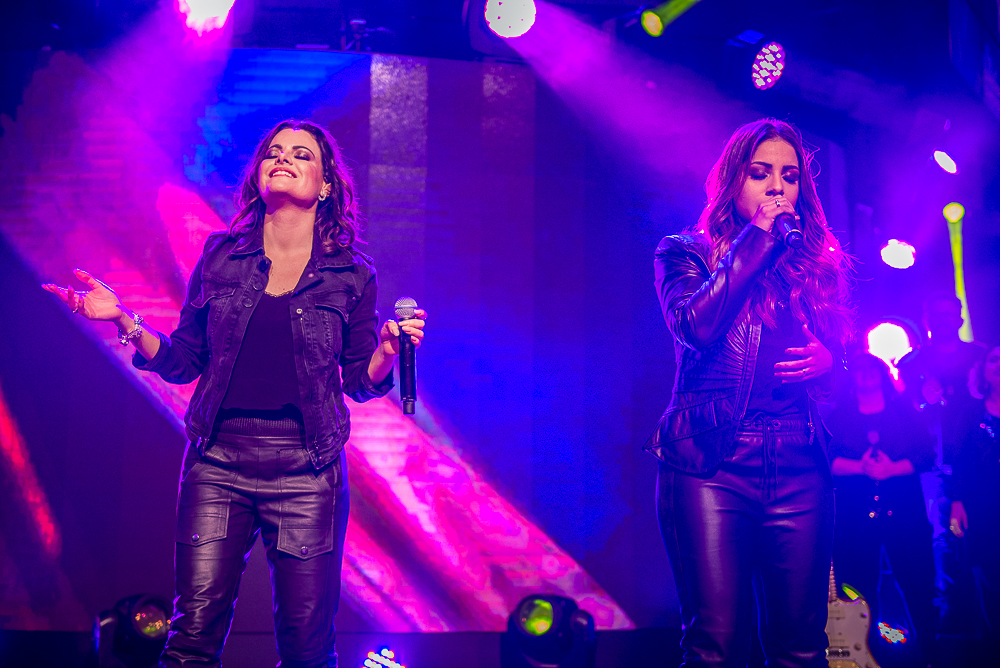
Gabriela Rocha e Ana Paula Valadão na gravação do 19º álbum do Diante do Trono - Outra Vez

Em 2019, Gabriela participou da gravação do álbum Outra Vez, da banda Diante do Trono, cantando junto com Ana Paula Valadão a música "Santo Espírito", regravando também o trecho de um dos grandes sucessos da banda, a música "Nos Braços do Pai". Em maio, Gabriela lançou o livro Jesus Todo Dia, pela Editora Gente, e todo o valor das vendas foram revertidos em doações para o Grupo de Apoio ao Adolescente e à Criança com Câncer (GRAACC), hospital que combate o câncer infantil.  Em novembro, lançou a música "Diz", versão em português de "You Say", da cantora americana Lauren Daigle, que fez parte do material de divulgação do filme Mais Que Vencedores.

### 2020-23:Hosana,Projeto EcoareA Presença

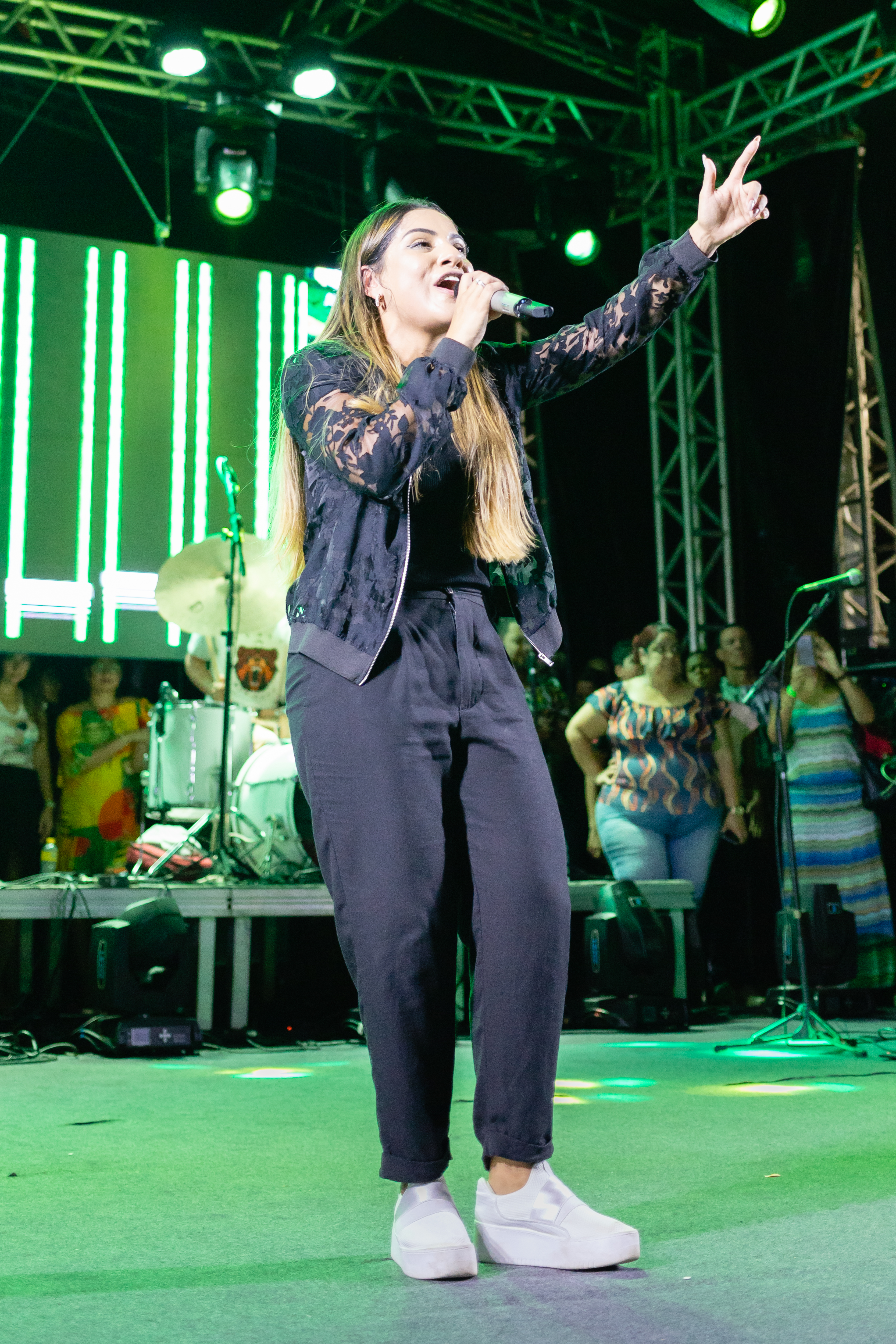
Gabriela Rocha, 2020

Em 2020, Gabriela lançou um EP, com as músicas "Hosana", que conta com a participação de Lukas Agostinho, "Correrei", "Eu e o Rei", que conta com a participação de Weslei Santos, ex-integrante da banda Preto no Branco, além das músicas "Estou Seguro", "Leão", a regravação do sucesso "A Ele a Glória" e a inclusão de "Diz".
Em 2021, Gabriela Rocha deu inicio ao projeto Ecoar, dirigido por Mateus Pato, tendo como produtor musical o seu tecladista, Matheus Charles. O projeto que se divide em duas partes, contou com regravações de canções que fizeram sucesso nas igrejas do Brasil, assim como algumas músicas contemporâneas, que é o caso da canção "Outro Na Fornalha" versão de "Another In The Fire" da banda australiana Hillsong United. A parte dois do projeto intitulado como Ecoar 2 foi lançado em 2022, tendo sido adiantado após a morte da cantora Ludmila Ferber, que é homenageada na faixa "Os Sonhos de Deus", dando continuidade a ideia de relançamentos de grandes  sucessos. O EP ainda conta com a participação do cantor David Quinlan, que juntos cantaram "Essência da Adoração", música que ficou conhecida no Brasil na voz de David, que é uma versão de "Heart of Worship" do cantor inglês Matt Redman.

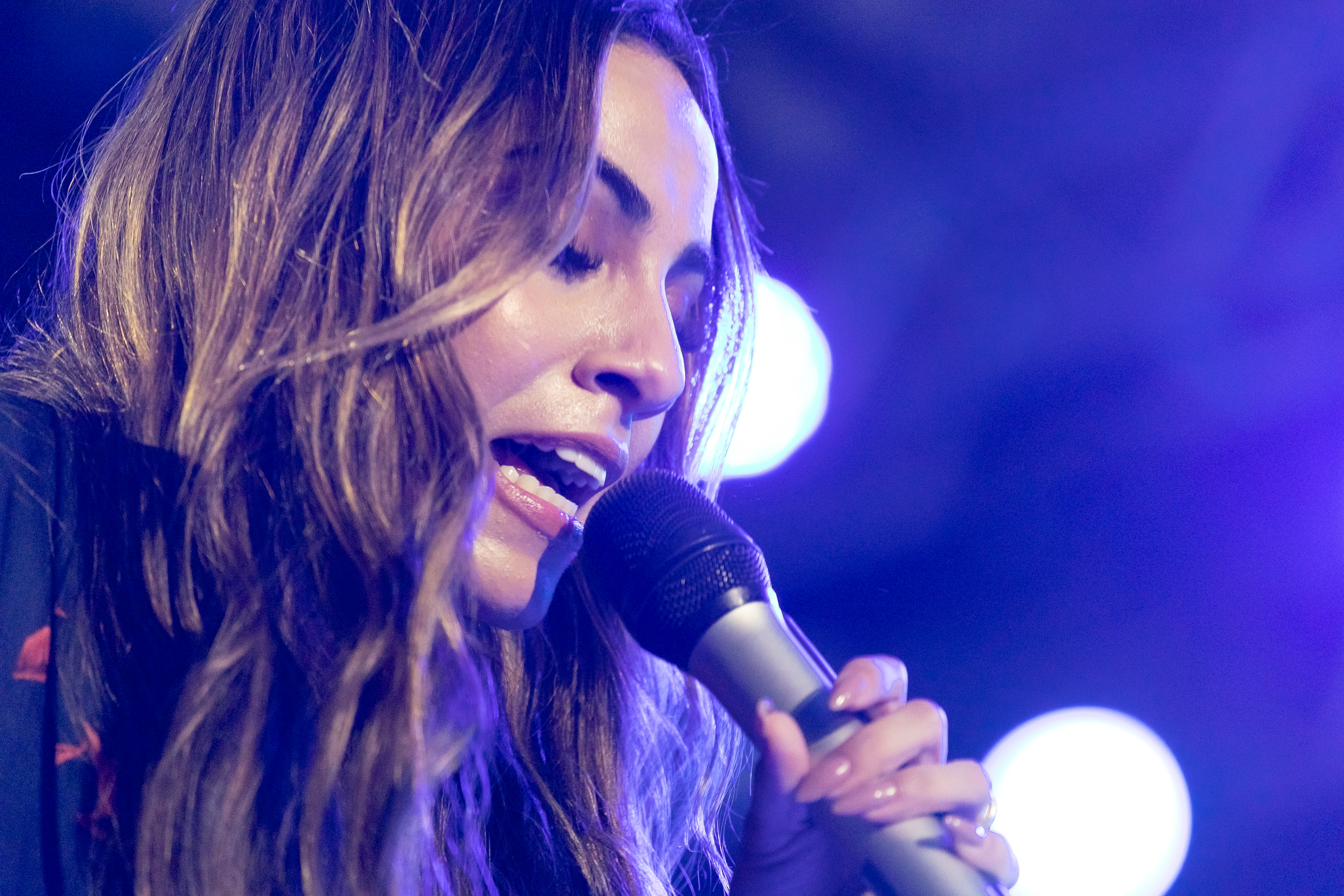
Gabriela Rocha, 2023

Em 2023, Gabriela Rocha lançou o disco intitulado A Presença, com canções inéditas que foram disponibilizadas durante às quartas-feiras do ano, que registraram enorme êxito popular, a exemplo da canção "Me Atraiu", que alcançou as principais posições de reproduções de músicas daquele período. O projeto ainda contou com duas regravações: "Meu Respirar/Meu Prazer" e "Vida aos Sepulcros" da banda americana Elevation Worship.

### 2024-presente:A Igreja
Em 2024, gravou o DVD do projeto intitulado A Igreja, na Catedral Metodista de São Paulo, localizada na Avenida da Liberdade, que recebeu uma estimativa de cerca de 350 pessoas na noite de 20 de março. O álbum ao vivo conta com 10 faixas de regravações e músicas inéditas, com participação especial do cantor Fernandinho.

## Vida pessoal
Gabriela congrega na Igreja Batista da Lagoinha, em Niterói, no Rio de Janeiro, liderada pelos pastores Felippe Valadão e Mariana Valadão.
No dia 1 de outubro de 2018, se casou com o empresário Leandro Moreira, sócio de uma rede de escolas especializada em formação de designers gráficos e profissões da área. Os dois se conheceram no Rio de Janeiro e começaram a namorar um ano antes do casamento, que aconteceu em um hotel na comuna de Cernobbio, no norte da Itália, para 60 convidados. Em 31 de março de 2024, o casal anunciou, por meio de suas redes sociais, que estavam esperando o primeiro filho, um menino, que se chamará Levi. Por meio das suas redes sociais Rocha anuncia que Levi nasceu em 25 de setembro de 2024.

## Filmografia

### Televisão
| Ano     | Título            | Papel / Função           | Nota                                                |
| ------- | ----------------- | ------------------------ | --------------------------------------------------- |
| 2006-10 | Programa Raul Gil | Participante (Vencedora) | Quadros: "Jovens Talentos" e "Homenagem ao Artista" |

## Discografia
- 2012:Jesus
- 2014:Pra Onde Iremos?
- 2016:SML
- 2016:Gabriela Rocha
- 2016:Até Transbordar
- 2018:Céu
- 2020:Hosana
- 2020:Juntos Em Adoração
- 2021:Ecoar
- 2022:Ecoar 2
- 2023:A Presença
- 2024:Pequenos Levitas
- 2024:A Igreja